# ムーラン (2020年の映画)
『ムーラン』（原題: Mulan）は、2020年に公開のアメリカ合衆国のファンタジー映画。1998年に制作されたディズニーの長編アニメーション映画作品『ムーラン』の実写リメイク作品である。
COVID-19パンデミックの影響を受けて、劇場での公開ではなくDisney+プレミアアクセスよる配信となった。しかし、Disney+のサービスが行われていない一部の国では劇場公開されている。

## あらすじ
男子がいないファ家の娘ムーランは、病気の父親ズーに代わって「ファ・ジュン」と名乗り男子と偽って戦地へと赴くことを決意する。ファ家の守り神の不死鳥に見守られながら、彼女は戦士として成長していくのだった。

## キャスト
※括弧内は日本語吹替
- ムーラン：リウ・イーフェイ（明日海りお）- 本作のヒロイン。ファ家の長女。
- タン司令官：ドニー・イェン（井上和彦） - アニメ版のリー・シャンに当たる人物。
- シェンニャン（魔女）：コン・リー（小池栄子）- 本作のディズニー・ヴィランズ。アニメ版のハヤブサをモチーフにしたキャラクター。幼いころから人間に迫害された挙句カーンらにこき使われており、人間に不信感と嫌悪感を持っている。
- 皇帝：ジェット・リー（広瀬彰勇） - 中国の皇帝。
- ボーリー・カーン：ジェイソン・スコット・リー（咲野俊介） - 本作のもう一人のディズニー・ヴィランズ。アニメ版のシャン・ユーに当たる人物。シェンニャンの魔力に目を付け、彼女をこき使っている。
- ホンフイ：ヨソン・アン（細谷佳正） - 原作の賀廷玉に当たる人物。ムーランと仲良くなる。
- ズー：ツィ・マー（原康義） - ムーランの父親。
- クリケット：ジュン・ユー（小野賢章） - 柔然の討伐隊員の一人。ムーランの友人になる。
- ヤオ：チェン・タン（木村昴） - 柔然の討伐隊員の一人。ムーランの友人になる。
- ポー：ドゥア・モーア（英語版）（安元洋貴） - 柔然の討伐隊員の一人。ムーランの友人になる。
- リン：ジミー・ウォン（畠中祐） - 柔然の討伐隊員の一人。ムーランの友人になる。
- リー：ロザリンド・チャオ（高島雅羅） - ムーランの母親。
- シウ：ザナ・タン（田中なずな） - ムーランの妹。原作の花木蘭の弟に当たる人物。
- 仲人：チェン・ペイペイ（磯辺万沙子）
- チャン軍曹：ロン・ユアン（楠見尚己）

## 原作との相違点
- 本作ではアニメ版のミュージカル要素は廃止されている（ただし、アニメ版の挿入歌である「リフレクション（Reflection）」は本作の主題歌に採用されている）。
- アニメ版に登場するドラゴンのムーシューなどが登場しないが、多数のオリジナルキャラクターが追加されている。なお、そのムーシューに代わり、本作では先祖の化身として不死鳥が登場する。
- ファ家の住居も変更されており、アニメ版では一軒家だったが、本作では福建土楼の中で生活している設定になっている。
- ボーリー・カーン（アニメ版のシャン・ユー）と皇帝が対峙するシーンがアニメ版の王宮から建築中の宮殿に変更された。またこのシーンではジェット・リー演じる皇帝の甲冑姿とアクションがある（一時期、病気でカンフーができないほど苦しんでいたリーだが、わずかながらアクションを披露している）。
- アニメ版ではムーランとリー・シャンの恋愛が描かれていたが、本作にはそのような恋愛要素はなく、ムーランとアニメ版のリー・シャンに当たるタン司令官は単なる部下と上官の関係となっている。

## 製作
2018年11月2日に全米で公開予定だったが、製作に遅れが生じたため2020年に延期され、さらに新型コロナウイルス感染症の影響で公開が延期、のちに中止が相次いでいる。

### 発展
ウォルト・ディズニー・ピクチャーズは、1998年のアニメーション映画 「ムーラン」 の実写版に関心を示した。当初は2010年10月に撮影を開始する予定だったが、中止された。
2015年3月30日、ハリウッド・リポーターは、ディズニーがクリス・ベンダーとJ・C・スピンクのプロデュースによる実写映画の制作を再開し、エリザベス・マーティンとローレン・ハイネックが脚本を執筆することになっていると報じた。2016年10月4日、リック・ジャッファとアマンダ・シルヴァーが中国のバラードと1998年のアニメ映画を組み合わせて脚本を書き直し、ジェーソン・リードがクリス・ベンダーとジェーク・ワイナーと共に映画を製作すると発表された。

### キャスティング

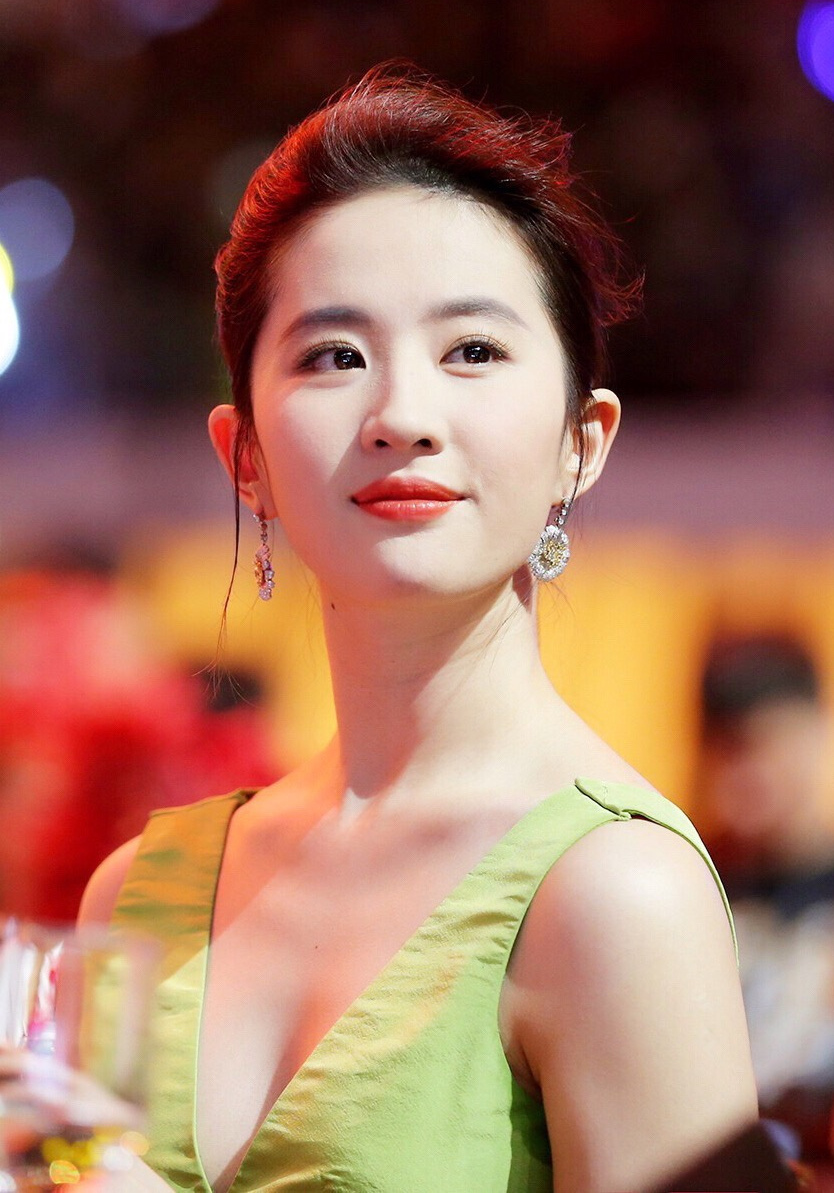
リウ・イーフェイ

2016年10月4日、ディズニーは世界的に中国人女優を探していると発表した。キャスティング・ディレクターのチームは五大陸を訪問し、信頼できる武術の技術、明確な英語を話す能力、そしてスター級の資質を必要とする基準を備えた役の候補者1,000人近くを見た。結果、中国系アメリカ人のリウ・イーフェイをムーラン役に起用したことを2017年11月29日に発表。2018年4月にはその他キャストの出演発表があった。

### 撮影
ニュージーランドと中国で2018年8月13日に撮影を開始、2018年11月25日に終了した。しかし2019年7月に公開されたトレイラー映像では、ヒロインの家の様子や化粧などが史実と全く異なるとして、中華圏を中心にブーイングが起こった。試写での反応も理想に程遠いものだったため、同年10月から急遽撮り直しが行われていることが明らかになった。

## 公開

### マーケティング
公式ティーザー予告編と公式ティーザーポスターは、ウォルト・ディズニー・スタジオが2019年7月8日に公開した。
日本では2019年11月21日に、邦題と日本での公開日、日本オリジナルポスターが同時に公開された。
2020年3月2日、新型コロナウイルス感染症の影響で公開日を4月17日から5月22日に延期することが発表された。さらに同年3月24日にアメリカでの公開延期に伴い日本での公開日も延期になると発表した。米ディズニーは2020年7月24日に全米公開を延期をしていたが新型コロナウイルス感染症の影響で同年8月21日に日本での公開日は同年9月4日に決定した。しかし、アメリカでの新型コロナウイルスの感染者が再び増加したことに伴い無期限延期が発表され、それに伴い日本での公開も再度延期された。同年8月4日、ウォルト・ディズニー・カンパニー最高経営責任者（CEO）のボブ・チャペックが投資家との電話会議において、アメリカなどの一部の国は劇場公開はせずにDisney+（ディズニープラス）にて同年9月4日から有料配信することを発表した。なお、Disney+のサービス提供国のうち、フランスについては9月4日からの一斉配信対象国から外し、延期することが8月下旬にアメリカのメディアから報じられた。
2020年8月24日、ウォルト・ディズニー・ジャパンは日本でも劇場にての公開を断念し、海外と同様に2020年9月4日からディズニー公式動画配信サービスのDisney+にて、独占配信（提供開始時）することを発表した。本作品はプレミアアクセス作品となり、プレミアアクセス料金2,980円（税抜）を追加で支払うと、何度でも視聴が可能となる。なお、既に販売している前売り券やムビチケについては返金扱いとなり、各販売所にて行われる。
Disney+のサービスが行われていない一部の国では劇場公開することで調整しており、本作品の舞台となっている中国では2020年9月11日から劇場公開した。しかし、後述の理由により、中国当局が本作関連の報道を国内メディアが伝えることを禁止したため、公開初日における北京市内の映画館の観客は僅かだったと報じられた。

## 論争

### キャスティング
2017年11月、ハリウッド・リポーターが、ディズニーが『ムーラン』の実写版を製作していると報じた。なお、主人公であるムーランを白人が演じて欲しくないとして「白塗りのムーランを望まないディズニーに告げる!」というタイトルのオンライン請願書には、10万人以上の署名が集まった。
2019年、香港の「逃亡犯条例」改正案をめぐる抗議デモに関し、本作の主演女優リウ・イーフェイが8月15日に、現地の警察を支持する内容をSNSのウェイボーに投稿し、物議を醸した。これに反発した映画ファンや民主活動家が本作のボイコット運動を呼びかけ、「#BoycottMulan（ムーランをボイコットしよう）」などといったハッシュタグが2019年8月と2020年9月にアメリカとアジア各国（香港・台湾・タイ）のTwitterでトレンド入りした。
2020年3月にもワールドプレミアの会場において、リウが中国人（または中華系）と言わずに「1人のアジア系として誇りに思う」と発言したとして、中国国内でも一部のネットユーザーが反発し、ボイコットを呼びかける声が発生した。

### ロケーション撮影
本作の一部ロケーション撮影がイスラム教徒に対する人権侵害などが指摘されている中国・新疆ウイグル自治区にて行われ、エンドロールにて同自治区の公安当局や中国共産党のプロパガンダ機関に感謝するメッセージが表示されたことからインターネット上にて批判を集める事態となった。これを受けて、マルコ・ルビオ上院議員（共和党）などのアメリカ合衆国議会超党派議員団は、ウォルト・ディズニー・カンパニーと中国当局との関係を問う書簡を同社CEOのボブ・チャペックを送付したことを2020年9月11日に明らかにした。
ディズニー最高財務責任者（CFO）のクリスティン・マッカーシーは、2020年9月10日にバンク・オブ・アメリカ主催の会議において、「（歴史作品の実写化という性質上、）現地のユニークな風景と地形の一部を正確に描写するための取り組み」として、新疆ウイグル自治区を含む中国のロケ地20カ所を選定した上で撮影したと説明している。
中国外務省の報道官は「当局が便宜を図れば、制作側が感謝するのは当然だ」として、一連の批判に対して、強く反論している。なお、同国の政府機関である国家インターネット情報弁公室は映画評を含む本作に関する報道を禁止する通達を主要な国営メディアに出していたことがロイター通信から報じられた。また、ウェイボーでもハッシュタグによる検索が出来なくなっている。

### 配信
前述の通り、2020年8月にウォルト・ディズニー・カンパニーはアメリカや日本などの一部の国では、劇場公開を断念して、Disney+での配信に変更すると発表した。これについて、インターネット上では前述の主演女優による香港抗議デモに関する言動や米中貿易戦争による影響を指摘する声も上がっているが、ディズニーはそれらの影響については言及していない。
Disney+での配信に切り換えたことにより、ヨーロッパ国際映画館連合などを始めとする、アメリカとヨーロッパの映画館業界から猛反発を受けることとなり、フランスの映画館では経営者が本作品の宣伝スタンドを破壊する動画がTwitter上に投稿された。
また、レンタル価格もDisney+の月額利用料とは別に加算され、アメリカでは29.99ドル（約3200円）、日本では2,980円（税別）となり、月額利用料との合計でアメリカでは36.98ドル（約4000円）、日本では4,048円（税込）となるため、価格設定についても批判の声が発生している。この価格設定について、ディズニーCEOのボブ・チャペックは「品質に見合った『適切な高価さ』」と説明している。
調査企業のセンサータワーによると、本作の配信が開始となった2020年9月4日から48時間（2日間）までの間のDisney+のダウンロード数とアプリ内の売上は前週比でそれぞれ68％と193％の増加となったと発表。また、サンバ・テレビによると、同年9月4日から72時間（3日間）のアメリカ国内におけるスマートテレビの視聴状況を分析したところ、110万世帯以上の世帯が追加料金を支払った上で本作品を視聴し、3350万ドル相当の興行収入があったと明らかにした。ディズニーCFOのクリスティン・マッカーシーは同年9月9日に行われた投資家会合において、本作の視聴状況について問われた際に「とても満足している」と発言している。
なお、フランスについては前述の理由で本作品の配信を延期するため、代替案として追加料金無しで本作品の視聴を可能にすることをフランス国内のDisney+会員に提示していることやアメリカや日本でも2020年12月から追加料金無しでDisney+で本作品の配信を行うことが同年9月に報じられた。ウォルト・ディズニー・ジャパンは同年11月11日のMovieNEX発売リリースの中で本作品を同年12月4日からDisney+の見放題作品として追加することを発表した。

## 評価・売上

### 評価
中国の映画レビューサイト「豆瓣（中国語: 豆瓣）」によると、原作とは違う新しいストーリー展開を嫌う意見やアクションシーンなどに対しての批判が多く寄せられ、10段階評価で4.9の評価に留まっている。また、『ムーラン』は北魏の時代（386年～534年）が舞台なのに、宋（960年～1279年）の時代に出現した「土楼」が出てきたり、元（1271年～1368年）の時代に成立した太極拳を使うシーンが登場することなどから、中国版ツイッターなどでは「史実と符合しない描写が多すぎる」と批判の声が上がり、「西洋人の思い描く陳腐な中華文化」「西洋人の目に映るアジア要素と象徴の混合体」などと違和感を訴える声が続出した。

### 興行収入・売上
中国では前述の中国政府による報道禁止通達も影響し、公開初日（2020年9月11日）の興行収入も約4100万元（約6億3600万円）に留まったと報じられ、同月14日までの3日間の興行売上も2019年に公開した『アベンジャーズ/エンドゲーム』（1億7590万ドル（約186億円））の約7分の1の2320万ドル（約24億5000万円）だったことが同月15日に明らかとなった。
一方、アメリカでは同国内のDisney+会員の3割近くが追加料金を支払った上で本作品を視聴し、2億6000万ドル（約272億円）の収入が発生し、大ヒットになっているとYahoo!などが報じた。映画館を介さない、配信に切り換えたことで収入全てがディズニーに入ることから、アメリカ国外の分を合わせると、ディズニーは更に巨額の収入を得ているとの分析もある。